# Рештский договор
Ре́штский догово́р — союзный договор между Россией и Персией о совместных военных действиях против Османской империи, подписанный 21 января (1 февраля) 1732 года в городе Решт.

## Условия договора
Согласно договору, Персия получает от России прикаспийские провинции Астрабад, Гилян и Мазендеран, полученные Россией по русско-персидскому договору 1723 года (подписан в результате Персидского похода Петра I). Русские войска, находившиеся в передаваемых провинциях, были отведены за реку Кура, которая была объявлена границей между владениями России и Персии в Закавказье.
Согласно договору Россия получает право беспошлинной торговли с Персией и т. д.
Договор сохранял силу до заключения Гянджинского трактата в 1735 году.